# تاتار تپه بالا
تاتار تپه بالا مربوط به هزاره۲ و ۱ قبل از میلاد است و در شهرستان بجنورد، روستای تاتار واقع شده و این اثر در تاریخ ۲۳ فروردین ۱۳۴۶ با شمارهٔ ثبت ۷۱۱ به‌عنوان یکی از آثار ملی ایران به ثبت رسیده است.